# The Paramour Mansion
Canfield-Moreno State, también conocida como La mansión Paramour y originalmente como Crestmount, es un estudio de grabación/casa localizada en Silver Lake, Los Ángeles, California. Nombrada como sus primeros dueños, es un monumento nacional.

## Origen
La mansión de 2.000 metros cuadrados y estilo mediterráneo fue construida en 1923 por el arquitecto Robert Farquhar. Fue propiedad del opulento actor Antonio Moreno y su esposa, Daisy Canfield Danziger, heredera de un magnate del petróleo, siendo escenario de lujosas fiestas de domingo para los miembros de la alta sociedad y notables hollywoodienses.

## Casa encantada
Debido a la muerte en 1933 de Daisy Canfield en un accidente automovilístico, la casa cobraría fama posteriormente de encantada. La muerte de Daisy se produjo cuando su automóvil conducido por un chófer se salió de la vía en Mulholland Drive, atribuyéndolo algunos no a un accidente sino a un crimen. Así se rumoreaba que el fantasma de "Paramour" es Daisy, tratando de encontrar la paz. El vocalista de My Chemical Romance Gerard Way describe en su canción Sleep el "terror" que experimentó  mientras grababa en la mansión (véase abajo). Describe una sensación de estrangulamiento, y dice que no se podía mover ni hablar. En el tiempo que las bandas se quedan en la casa, tienen una sensación extraña al pasar por un cuadro que se encuentra sobre la chimenea, ya que cuando alguien movía un objeto de este lugar la pintura parecía dibujar una especie de demonio en una de las esquinas, fue un incidente que supuestamente le ocurrió al bajista de la banda, Mikey Way, el hermano de Gerard Way. Empezó a sentir depresión. La banda decidió sacarlo de la casa. Bob Bryar también dijo que a medianoche, la tubería del baño empezaba a rechinar y a regar agua.
La casa de huéspedes era anteriormente un establo y algunas veces los habitantes escuchaban caballos alrededor o podían percibir el olor de estos animales.
Papa Roach estuvo allí durante la grabación de su álbum The Paramour Sessions. Jacoby Shaddix dijo que cuando escribía su sencillo, Forever recibió inspiración del fantasma de Daisy.

## Otros usos
La Mansión ha tenido muchos usos. Fue la Chloe P. Canfield , una escuela para niñas. En 1950, se convirtió en convento de monjas franciscanas y de nuevo la propiedad fue vendida en 1987 después de recibir varios daños en el terremoto llamado Whittier Narrows. En 1998, Dana Hollister, una filántropa, compró la propiedad por $2,25 millones de dólares.

### En La actualidad
Reconocidos artistas como My Chemical Romance, H.I.M., Gwen Stefani, Lucinda Williams, Fiona Apple, Sarah McLachlan, Colin James y Vic Chesnutt han grabado sus discos aquí. Sting, Elton John, John Mayer, Red Hot Chili Peppers, Beck, y Adaskin String Trio han tocado aquí para la beneficencia. La banda de rock alternativo, Papa Roach vivió aquí desde octubre del 2005 hasta mayo de 2006 durante la grabación de su cuarto álbum, The Paramour Sessions inspirado y titulado por esta casa.
También fue el plató del reality show Rock Star: INXS Rock Star: Supernova y de Mtv Ex-Factor. Ha sido el lugar del festival 2000 Silver Lake Film Festival. Y fue el set de rodaje de las películas Halloween H20: 20 años después y Scream 3 y el set del videoclip del sencillo de Britney Spears ' "My Prerogative".